# Liste der Monuments historiques in Minot (Côte-d’Or)
Die Liste der Monuments historiques in Minot führt die Monuments historiques in der französischen Gemeinde Minot auf.

## Liste der Immobilien
| Bezeichnung                 | Beschreibung | Standort               | Kennzeichnung | Schutzstatus | Datum | Bild           |
| --------------------------- | --- | ---------------------- | ------------- | ------------ | ----- | -------------- |
| Château de Minot            | Burg, 15. Jahrhundert, in der zweiten Hälfte des 17. Jahrhunderts zum Schloss umgebaut; mit Nebengebäuden, Kapelle und Gärten | 17 Rue Haute (Lage)    | PA00112786    | Inscrit      | 1992  | weitere Bilder |
| Kirche St-Pierre-et-St-Paul | ab dem 13. Jahrhundert | Rue de l’Eglise (Lage) | PA00112542    | Classé       | 1941  | weitere Bilder |

## Liste der Objekte
| Bezeichnung                  | Beschreibung                                                                          | Standort                                  | Kennzeichnung | Schutzstatus | Datum | Bild |
| ---------------------------- | ------------------------------------------------------------------------------------- | ----------------------------------------- | ------------- | ------------ | ----- | ---- |
| Hauptaltar                   | Retabel und Tabernakel; Holz, farbig gefasst und vergoldet, Ende des 18. Jahrhunderts | in der Kirche St-Pierre-et-St-Paul (Lage) | PM21003107    | Classé       | 2010  |      |
| Skulptur Heiliger Benedikt   | Stein, farbig gefasst, erste Hälfte des 16. Jahrhunderts                              | in der Kirche St-Pierre-et-St-Paul (Lage) | PM21003420    | Inscrit      | 1973  |      |
| Skulptur Heiliger Benignus   | Stein, farbig gefasst, 15. oder 16. Jahrhundert                                       | in der Kirche St-Pierre-et-St-Paul (Lage) | PM21003421    | Inscrit      | 1973  |      |
| Skulptur Mater dolorosa      | Holz, farbig gefasst, bezeichnet 1647                                                 | in der Kirche St-Pierre-et-St-Paul (Lage) | PM21003422    | Inscrit      | 1973  |      |
| Skulptur Johannes Evangelist | Holz, farbig gefasst, bezeichnet 1647                                                 | in der Kirche St-Pierre-et-St-Paul (Lage) | PM21003423    | Inscrit      | 1973  |      |